# Aeroportul Mount Vernon
Aeroportul Mount Vernon (IATA: MVN, ICAO: KMVN, FAA LID: MVN) este un aeroport din Illinois, Statele Unite ale Americii.
Situat la o altitudine de 146 m, aeroportul dispune de 2 piste.

## Infrastructură

### Piste
Aeroportul dispune de 2 piste. Pista 05/23 are suprafața de asfalt și dimensiunile 6.496 picioare × 150 picioare. Pista 15/33 are suprafața de asfalt și dimensiunile 3.146 picioare × 100 picioare. 